# Юрий Андропов
Юрий Владимирович Андропов (на руски: Ю́рий Влади́мирович Андро́пов) е виден съветски политик – генерален секретар на ЦК на КПСС (1982 – 1984), председател на Президиума на Върховния съвет на СССР (1983 – 1984), дългогодишен председател на Комитета за държавна сигурност.

## Произход
Сведенията за произхода на Андропов са противоречиви. Съществуват предположения, че баща му Владимир Константинович Андропов е от еврейски, арменски или гръцки произход, макар че се приема за руснак. Бащата учи в Московския институт по железопътен транспорт, работи като телеграфист на жп гара Нагутская, дн. Ставрополски край, Русия. Умира от тиф през 1919 г. Майка му е учителката по музика Евгения Карловна Флекенщайн, доведена дъщеря на евреин, московски търговец на часовници и бижута, роден във Финландия. Родителите на Андропов се развеждат скоро след раждането му, майка му се жени отново през 1921 г. и умира през 1927 г.

## Образование
Завършва пълен 7-годишен курс на обучение в Моздокското железопътно фабрично-заводско училище (1931); между 1932 и 1936 г. учи в Рибинския речен техникум. Задочно завършва Висшата партийна школа на ЦК на КПСС (1947). Учи задочно и в Историко-филологическия факултет на Карело-финския университет – според някои историци през 1940 – 1941 г., според други през 1946 – 1951 г.

## Младежки години
След смъртта на баща си се мести в Моздок заедно с майка си. След дипломирането си през 1931 г. започва работа като телеграфист и за кратко плава като моряк по Волга.
През 1930 г. става член на Комсомола. През 1932 г. постъпва в Рибинския речен техникум, който завършва през 1936 г. След това работи в корабостроителницата в Рибинск. Същата година е назначен за секретар на комсомолската организация на Техникума по воден транспорт. Повишен е в комсомолски организатор в Рибинската корабостроителница, началник на отдел в градския и в областния комитети на комсомола. През 1938 г. е избран за първи секретар на областния комитет на Комсомола в Ярославска област и остава на поста до 1940 г.

## Карело-финска ССР (1940 – 1951)
През юни 1940 г. Андропов е избран за ръководител на Комсомола в новосформираната Карело-финска съветска социалистическа република (съгласно Московския мирен договор от 1940 г., когато на СССР е отстъпена част от Финландия). През 1944 г. преминава на партийна работа; избран е за втори секретар на ЦК на Компартията на Карело-финската ССР (1947 – 1951). През онези години Карелия е сред главните центрове на страната по добив и обработка на дървен материал, целулозно-хартиена промишленост, а също и добив на полезни изкопаеми.
Заради участието му в мобилизацията на младежите на републиката в годините на войната, възстановяването на опустошената от войната икономика и участието в организацията на партизанско движение, Андропов 2 пъти получава Орден „Трудово червено знаме“ и медал „Партизан на Отечествената война“ (степен 14). Избран е за депутат във Върховния съвет на КФССР (1947 – 1955).

## ЦК на КПСС и МВнР на СССР
Със съдействието на Ото Куусинен преминава на работа в ЦК на КПСС през 1951 г., където работи като инспектор и началник на подотдел. По предложение на Вячеслав Молотов е прехвърлен в Министерството на външните работи на СССР през май 1953 г. От октомври 1953 г. е съветник-посланик в Посолството в Унгария.

### Посланик на СССР в Унгария
Юрий Андропов заема поста посланик на СССР в Унгария в периода юни 1954 – март 1957 г. Започва да учи унгарски език, история, политика, икономика, култура, национални особености и традиции на народа. Впоследствие биографите му го определят повече като „ерудиран, със стремеж към самоусъвършенстване и разностранни познания, отколкото като високо интелигентен“.
В посолството започва съвместната му работа с Владимир Крючков, която продължава десетилетия. Там Крючков е трети секретар и постепенно става близък с Андропов, впоследствие работи с него в ЦК на КПСС и КГБ, а след това става председател на КГБ. Събитията от 1956 г. в Унгария и последвалото навлизане на съветски войски в страната е пряко свързано с дейността на Андропов и Крючков в съветското посолство.
След смъртта на Сталин през 1953 г. под натиск на Москва министър-председателят на Унгария Ракоши подава оставка, но запазва поста си на партиен ръководител в Москва. През 1955 г. на власт отново идва Ракоши, а Наги е освободен от поста си. През май 1956 г., отново под московски натиск, Ракоши окончателно излиза от властта, подава оставка като партиен ръководител. Новият партиен лидер е Ерньо Герьо, който продължава традиционната комунистическа линия на сталински стил.
На 23 октомври 1956 г. избухва въстание. Армията и полицията преминават на страната на въстанието. До 1 ноември новата власт консолидира положението в страната. Начело на временното правителство застава Имре Наги, в правителството участват освен реформисти комунисти и представители на възстановените главни политически партии. Създава се нова комунистическа партия под името Унгарска социалистическа работническа партия, неин ръководител става Янош Кадар, член на правителството на Наги.
На 4 ноември 1956 г. съветските войски нарушават споразумението за напускане територията на страната, започват военна офанзива. Янош Кадар заминава за СССР, където обявява създаване на ново просъветско правителство, наречено унгарско революционно работническо-селско правителство. Коалиционното правителство на Наги обявява съветската намеса за военна агресия, обръща се за помощ към ООН, но не получава подкрепа от никъде. Съветските войски качват на власт Янош Кадар. Наги бяга в югославското посолство в Будапеща.
Около 250 хил. души емигрират в чужбина. В Унгария 18 хиляди души са интернирани, 700 от тях са пратени в съветски трудови лагери. 22 хиляди души получават присъда лишаване от свобода, по-голяма част от тях са амнистирани през 1963 г. Екзекутирани са около 400 души, сред тях министър-председателят Наги и министърът на отбраната Малетер.

### В апарата на ЦК на КПСС
От март 1957 г. Ю. Андропов ръководи Отдела на ЦК на КПСС по връзките с комунистическите и работническите партии на социалистическите страни. През първите си 3 години в ЦК посещава всички източноевропейски страни и лично се запознава с техните лидери. Повечето посещения са конфиденциални и за тях не се съобщава в печата. Избран е за член на ЦК (1961 – 1984), после и за секретар на ЦК (23 ноември 1962 – 21 юни 1967), а В. Крючков става негов помощник. На новия пост Андропов е осведомяван за всички въпроси за икономическите взаимоотношения, взема решенията за приемане или отхвърляне на проекти, за регулирането на обема на „оказаната братска помощ“. Като секретар Андропов участва във всички разработки на документи на ЦК. След оставката на Хрушчов за кратко изпада в немилост.

## Председател на КГБ
Юрий Андропов е председател на КГБ от 18 май 1967 до 26 май 1982 г. Той е най-дълго служилият председател на КГБ през Студената война и първият шеф на КГБ, избран за партиен лидер от Политбюро. По времето, когато е начело на КГБ, Андропов е одобрен като кандидат-член на Политбюро (21 юни 1967 – 27 април 1973), а след това става и член на Политбюро (27 април 1973 – 9 февруари 1984). През 15-те години на управлението на Андропов ръководните органи за държавна сигурност значително засилват и разширяват контрола си над всички сфери на обществения живот и обществото като цяло.
Като ръководител на КГБ Андропов създава ново управление за контраразузнавателна работа и борба с идеологическата диверсия. Сред основните дейности на КГБ е борбата с дисидентското движение, руски и други националистически движения. Провеждат се редица процеси срещу защитници на правата на човека, използвани са методи за потискане на несъгласието, практикувани са различни форми на извънсъдебни процедури. Активизира се работата на КГБ в използването на психиатричните клиники за политически гонения на критичните към строя и лидерите. Андропов получава специални инструкции да не отговаря на молбите за освобождаването на дисиденти. По негово време СССР навлиза в нов етап при използването на космическите спътници за разузнавателни цели. По негова инициатива започва експулсирането на дисиденти. През 1974 г. в чужбина е изпратен и след това лишен от гражданство писателят Александър Солженицин. През 1980 г. академик Андрей Сахаров е заточен в Горки, където постоянно се намира под наблюдението на КГБ. Архивните документи доказват водещата роля на Андропов в преследването на дисиденти.
В спомените на Филип Бобков, заместник на Андропов, изрично се отрича КГБ да са използвали психиатричните заведения за изолиране на инакомислещи. Различно мнение развива Александър Яковлев – член на Политбюро на КПСС, председател на комисията за разследване на политическите престъпления в съветската епоха. Той не само потвърждава ролята на Андропов в „потушаването на народното въстание в Унгария и „Пражката пролет“, но и подчертава неговата активност при изпращането на „другомислещите в психиатрии, лагери, затвори“, в прогонването от страната на десетки елитни интелектуалци и изтъкнати правозащитници.
След събитията от 1972 г. в Мюнхен Андропов се заема с инициативата по създаването на подразделение за борба с тероризма, по-късно получило името „Алфа“.
Андропов отделя особено внимание на работата на органите за безопасност на страните от социалистическия лагер. Той е привърженик на най-драстичните мерки срещу страните от Блока, които се опитват да водят независима от СССР вътрешна и външна политика. През август 1968 г. Андропов оказва влияние върху решението войски на страните от Организацията на Варшавския договор да влязат в Чехословакия.
В края на 1979 г. на заседание на Политбюро предлага СССР да окаже помощ на Афганистан чрез оръжия и бойно снаряжение, но не и чрез военна сила. Впоследствие е принуден да пише документ за изпращането на съветски войски в Афганистан. На официално посещение е в Кабул през януари 1980 г.
4 месеца след като Рейгън става президент на САЩ през 1981 г. КГБ и ГРУ започват съвместно една от най-мащабните разузнавателни операции в историята на СССР – РИАН, целта на която е да открие „планове на Рейгъновата администрация за ядрен удар“.

## Ръководител на СССР
Някои историци определят 1982 г. като година на „дворцовата революция“. След смъртта на Леонид Брежнев той е избран за генерален секретар на ЦК на КПСС (12 ноември 1982) и за председател на Президиума на Върховния съвет на СССР (16 юни 1983). Андропов, за разлика от Брежнев, е безразличен към лукс и ласкателства, не толерира подкупи и незаконно присвояване. По принципни въпроси поддържа твърда консервативна позиция.
По време на ръководството му идеологическият контрол и репресиите са още по-строги. Конфликтът със Запада във външната политика се засилва. През първите месеци от встъпването си в длъжност обявява политика, насочена към социално-икономическа трансформация. Бидейки човек на действието, още от 1982 г. Андропов решава да извърши цялостно прочистване на СССР, като започва със заздравяването на търговските структури на Москва. Хиляди малки и големи шефове на магазини и складове, нечестни продавачи и снабдители поемат към затвора или трудовите лагери. Дори е арестуван Юрий Соколов, директор на прочутия московски Гастроном № 1, който впоследствие е осъден на смърт и екзекутиран.
Въпреки това, колкото и да са зрелищни, тези мерки не са достатъчни да съживят задушаващия се социално-икономически живот, нито да възстановят образа на правосъдието. Населението остава безучастно въпреки тези инициативи, отразени от медиите. То е деморализирано от бюрокрацията, корупцията и вялото социално-икономическо развитие. Юрий Андропов ще остане като първия съветски ръководител, който оповестява наличието на мащабна (за времето и страната) корупция, притежаващ истинско желание да се бори с нея.

## Смърт
След избирането на Андропов за генерален секретар на ЦК на КПСС здравето му още повече се влошава. Умира в 16 часа и 50 минути на 9 февруари 1984 г. Според официалната версия смъртта е настъпила вследствие на бъбречна недостатъчност, причинена от продължителна подагра. Погребението е насрочено за 12 часа на 14 февруари на Кремълските стени на Червения площад. На погребението присъстват Маргарет Тачър и Джордж Буш-старши.
Бързата му кончина и до днес остава в аналите на Кремъл, опетнена от подозрения. Слуховете за отравянето му все още циркулират в пространството. В скрито политическо завещание посочва Горбачов за свой заместник.

## Семейство
През 1935 г., докато следва в Рибинск, се жени за първата си съпруга Нина Ивановна Енгаличева (1915 – 1994). Имат 2 деца – Евгения (1936 – 2018) и Владимир (1940 – 1975). След развода им Нина Енгаличева не се жени повторно и до края на живота си остава верна на Юрий Андропов.
Вторият брак на Андропов е с Татяна Филиповна Лебедева. Имат 2 деца – Игор (1941 – 2006) и Ирина (р. 1947).

## Награди и отличия
Юрий Андропов е носител на 4 ордена „Ленин“, Ордена на Октомврийската революция, 3 ордена „Трудового Красного знамени“, ордена „Червено знаме“ (1944). През 1974 г. става „герой на социалистическия труд“, а през 1976 г. получава званието армейски генерал.

## Памет
- Андроповски район в Ставрополски край
- От 1984 до 1989 г. град Рибинск носи името Андропов, после отново си връща старото име.
- На Андропов е наименуван булевард в Москва, улици в Ярославъл, Петрозаводск и други градове.
- Името Юрий Андропов носи Висшето военно-политическо училище за войските от Ленинград, разпуснато през 1992 г.
- На името на Андропов е наименуван специализиран завод за боеприпаси.
- Паметници на Андропов има в родното му село, в Петрозаводск, Московския Кремъл, а мемориални плочи – в Москва, Петрозаводск, Ярославъл, Рибинск, Нагутское.

## Хронология
| 1933 – 1936   | Учи в Техникум по воден транспорт в Рибинск                                                                                |
| 1938          | избран за първи секретар на Ярославълския обком на ВЛКСМ                                                                   |
| 1939          | става член на КПСС |
| 1940          | първи секретар на ЦК на ЛКСМ на Карело-финската ССР                                                                        |
| 1941 – 1944   | участва в организирането на партизанско движение и създаването на нелегални организации на окупираните територии в Карелия |
| 1944          | втори секретар на ЦК на Компартията на Карело-финската ССР                                                                 |
| 1951 – 1953   | инспектор и началник на подотдел в ЦК на ВКП в Москва                                                                      |
| 1953          | в МВнР, съветник в посолството на СССР в Унгария                                                                           |
| 1954          | посланик на СССР в Унгария                                                                                                 |
| март 1957     | началник на отдел на ЦК на КПСС                                                                                            |
| октомври 1961 | избран е за член на ЦК на КПСС                                                                                             |
| ноември 1962  | става секретар на ЦК на КПСС                                                                                               |
| май 1967      | става председател на Комитет за държавна сигурност при Съвета на министрите на СССР                                        |
| юли 1967      | избран е за кандидат-член на Политбюро на ЦК на КПСС                                                                       |
| април 1973    | става член на Политбюро на ЦК на КПСС                                                                                      |
| 1974          | обявен за герой на социалистически труд                                                                                    |
| 29 юли 1974   | създадено е спецподразделение за антитероризъм в системите на КГБ („Алфа“)                                                 |
| 1976          | получава военно звание чин армейски генерал                                                                                |
| юли 1982      | избран е за секретар на ЦК на КПСС                                                                                         |
| ноември 1982  | избран е за генерален секретар на ЦК на КПСС                                                                               |
| 1983          | едновременно е и председател на Президиума на Висшия съвет на СССР                                                         |

## Филми, посветени на Андропов
- „Чёрный квадрат“, 1990
- „Убийство на Ждановской“, 1992
- „Брежнев“, 2005
- „Красная площадь“, 2005
- „Туман рассеивается“, 2009
- „Дело гастронома № 1“, 2011
- „КГБ в смокинге“, 2005
- „ПОследняя встреча“, 2010
- „Охотники за брилиантами“, 2011
- „Carlos“, 2010

## Цитати

### От него
- Пред виетнамския министър на вътрешните работи Фам Хун по време на негово посещение в Москва през 1980 г.: „Съветският съюз не просто говори за световна революция, но всъщност я подпомага. СССР изгражда мощен военен и икономически потенциал, който е надеждна защита за социалистическите страни и другите прогресивни сили в света“.
- Реч на пленум на ЦК: „Eдно е да обявяваш социализма като своя цел, друго нещо е да го изградиш. За това са нужни определено ниво на съзидателни сили, културно и обществено съзнание. Социалистическите страни изразяват солидарност с прогресивните държави (в Третия свят), предоставят им помощ в сферата на политиката и културата и съдействат за укрепване на отбранителните им способности. Ние допринасяме също съобразно нашите възможности за тяхното икономическо развитие. Но като цяло тяхното икономическо развитие, както и цялостният социален напредък в тези страни, може (естествено) да бъде резултат единствено на работата на техните народи и на правилна политика от страна на техните ръководители“.
- „Ние трябва да бъдем първите установили контакт с важни обществени фигури в страните, където нямаме посолства, и да изпращаме на по-дълги или кратки посещения свои сътрудници в тях“ – с това изказване дава подкрепата си за нахлуването на СССР в Афганистан през 1979 г.

### За него
- Аркадий Шевченко, бивш съветски функционер: „Андропов имаше репутацията на един от най-разумните хора в Политбюро. Неговите сътрудници признаваха, че беше много интелигентен, проницателен, образован. Имал съм възможност многократно да го наблюдавам и трябва да призная, че се възхищавах на сръчността, с която се представяше под различни външности, едновременно неуловими и жизнерадостни. Всъщност неговата безмилостна борба с дисидентите и бясното му противопоставяне на всякаква форма на политически плурализъм в СССР опровергават образа на един облагороден интелектуалец, голям ценител на изкуството. Операциите на КГБ, никоя от които не би могла да бъде осъществена без неговото одобрение, отново използваха старите методи – жестоки и груби – те продължиха с постоянен ритъм през целия му мандат“.
- Ханс Хуен: „Андропов разбра необходимостта от коренно преустройство на системата и затова можем да го считаме за бащата на Перестройката“.
- Андрей Осталки, руски журналист: „Всъщност именно Юрий Андропов лансира идеята за преустройството. С неговото идване на власт в края на 1982 г. започва пълномащабната война с корупцията. Именно той, а не друг, измисли термините „ускорение“, „дисциплина“, „обновление“ и т.н. Толкова много формули, които Западът ще открие чак след възкачването на Горбачов. Истинският облик на този човек изглежда доста далече от онзи, който му приписваха в чужбина“.